# Timeboxing
Timeboxing ist eine Technik der Projektplanung. Eine Timebox  ist hierbei ein fester Zeitrahmen für das Projekt oder einen Vorgang im Projekt.
Eine "Timebox" ist in Bezug auf die erlaubte Zeit das, was ein Budget in Bezug auf erlaubte Ausgaben ist: eine Deckelung. Weniger geht immer, mehr geht nimmer. Entsprechend darf auch nicht angespart werden. Soll heißen: Nur weil man das eine Mal weniger ausgeschöpft hat, darf man deshalb nicht beim nächsten Mal entsprechend überziehen. Man kann somit von einem Zeit-Budget sprechen. Es wird auch als Schedule as independent variable (SAIV) bezeichnet.
Bezogen auf das Gesamtprojekt spricht man von Timeboxing, wenn der Endtermin des Projekts vorgegeben (beschränkt) ist und daher die Vorgangsziele Inhalt und Ressourcen an der Zeit orientiert werden. Oft spricht man von Timeboxing, wenn der Inhalt und Umfang (scope) des Projekts reduziert werden, um noch rechtzeitig fertig zu werden. Fehlende Funktionalitäten werden dann oft erst in Folgeprojekten umgesetzt.
In der agilen Softwareentwicklung kann ein einzelner Vorgang (als Element eines Terminplans) oder auch eine einzelne Besprechung (vgl.  Scrum-Meeting) Gegenstand des Timeboxings sein: Der Vorgang wird nach der festgelegten Dauer abgeschlossen, auch wenn nicht alle geplanten Inhalte des Vorgangs abgeschlossen werden konnten. Noch offene Teile werden in eine nachfolgende Timebox verschoben oder gestrichen.
Zweck des Timeboxings bei agilen Methoden ist, die Effizienz eines Projekts oder von Besprechungen zu erhöhen.